# Britavia
Britavia war eine britische Holding sowie auch eine Fluggesellschaft mit Sitz und Basis auf dem Flughafen Blackbushe, die ihren Betrieb im Juli 1959 eingestellt hat. Ihre Wurzeln liegen in dem 1945 gegründeten Unternehmen British Aviation Services Limited. Im Frühjahr 1954 entstand eine neue Stammgesellschaft dieses Namens, die zur Konzernmutter der Britavia und weiterer Fluggesellschaften wurde. Die Holding British Aviation Services Limited existierte bis Januar 1962.

## Geschichte

### British Aviation Services als Unternehmen (1945 bis 1949)
British Aviation Services Limited wurde im November 1945 als Tochterunternehmen des Versicherungskonzerns British Aviation Insurance Group gegründet. Im Auftrag der Versicherungsgruppe sollte es die ordnungsgemäße Auslieferung von gebraucht oder werksneu gekauften Flugzeugen sicherstellen, die Überführungsflüge durchführen und den Versicherungskunden eine technische Betreuung bei der Abnahme der Maschinen vor Ort bieten. Zu den ersten Aufträgen zählte die Auslieferung von drei Flugbooten des Typs Short Sandringham an die argentinische Fluggesellschaft Dodero. Ebenso war das Unternehmen für die Überführung der Flugzeuge des Typs Airspeed Consul nach Malaysia verantwortlich, mit denen Malayan Airways im Frühjahr 1947 ihren Betrieb aufnahm. Im Jahr 1946 gründete British Aviation Services zusammen mit ortsansässigen Investoren eine gleichnamige Tochtergesellschaft in Malta, die Ende 1948 in der ersten Air Malta aufging.
Nachdem die britische Minengesellschaft Zinc Corporation am 25. November 1946 die Silver City Airways gegründet hatte, wurde British Aviation Services mit deren Leitung und mit der Durchführung deren Flüge beauftragt. Auf den internationalen Charterflügen dieses Unternehmens, die unter anderem nach Südafrika und Australien führten, kamen Maschinen der Typen Douglas DC-3 und Avro Lancastrian zum Einsatz. Silver City Airways, die 1947 ihr erstes Frachtflugzeug des Typs Bristol 170 erhalten hatte, wurde im Jahr 1948 von British Aviation Services aufgekauft. Sie blieb als Tochtergesellschaft bestehen und setzte anschließend eine zunehmend größer werdende Zahl von Bristol 170 primär im planmäßigen Fährverkehr zwischen Lympne und Le Touquet zum Transport von PKWs über den Ärmelkanal ein. Daneben führte die Tochtergesellschaft weiterhin Charterdienste sowie auch Versorgungsflüge während der Berliner Luftbrücke durch. Während der operative Flugbetrieb in der Folgezeit fast ausnahmslos Silver City Airways überlassen wurde, konzentrierte sich British Aviation Services am Ende der 1940er Jahre verstärkt auf Flugzeugwartungen und eröffnete hierzu unter anderem Niederlassungen in Nordrhodesien. Im Zuge einer Umstrukturierung der Unternehmensgruppe wurde die British Aviation Services Limited im Juni 1949 in eine Holdinggesellschaft umgewandelt und erhielt dabei den Namen Britavia Limited.

### Britavia als Holding (1949 bis 1954)
Die Britavia Limited (Ltd.) erwarb im März 1953 die Aquila Airways, welche als weitere Tochtergesellschaft bestehen blieb und ihren Flugbootbetrieb fortsetzte. Weil die Kapazitäten des von Silver City Airways im Ärmelkanal-Fährverkehr genutzten Flugplatzes in Lympne nicht mehr ausreichten, gab die Holding Britavia Ltd. im September 1953 den Bau des Privatflugplatzes Flughafens Lydd nahe der britischen Ortschaft Lydd in Auftrag, der im Juli 1954 eröffnet und zum neuen Ausgangspunkt der Fährflüge wurde.
Anfang 1954 wurde die gesamte Britavia-Unternehmensgruppe von der im Ärmelkanal-Fährschiffsverkehr tätigen General Steam Navigation Company aufgekauft, welche der britischen Reederei P&O gehörte. Der Besitzerwechsel und der fast zeitgleiche Erwerb einer weiteren Fluggesellschaft, der Air Kruise, führte im Frühjahr 1954 zu einer tiefgreifenden Umstrukturierung der Unternehmensgruppe: Als übergeordnete Gesellschaft wurde eine neue Holding namens British Aviation Services Ltd. gegründet, wodurch die bisherige Holding Britavia Ltd. zu einem Tochterunternehmen dieser neuen Dachgesellschaft wurde. Die 1954 gegründete British Aviation Services Ltd. führte im Gegensatz zum gleichnamigen Ursprungsunternehmen keine Flüge unter eigenem Namen durch und übernahm die Leitung der konzerneigenen Fluggesellschaften Aquila Airways, Silver City Airways sowie der neu entstandenen Britavia.

### Britavia als Fluggesellschaft und British Aviation Services als Holding (1954 bis 1962)

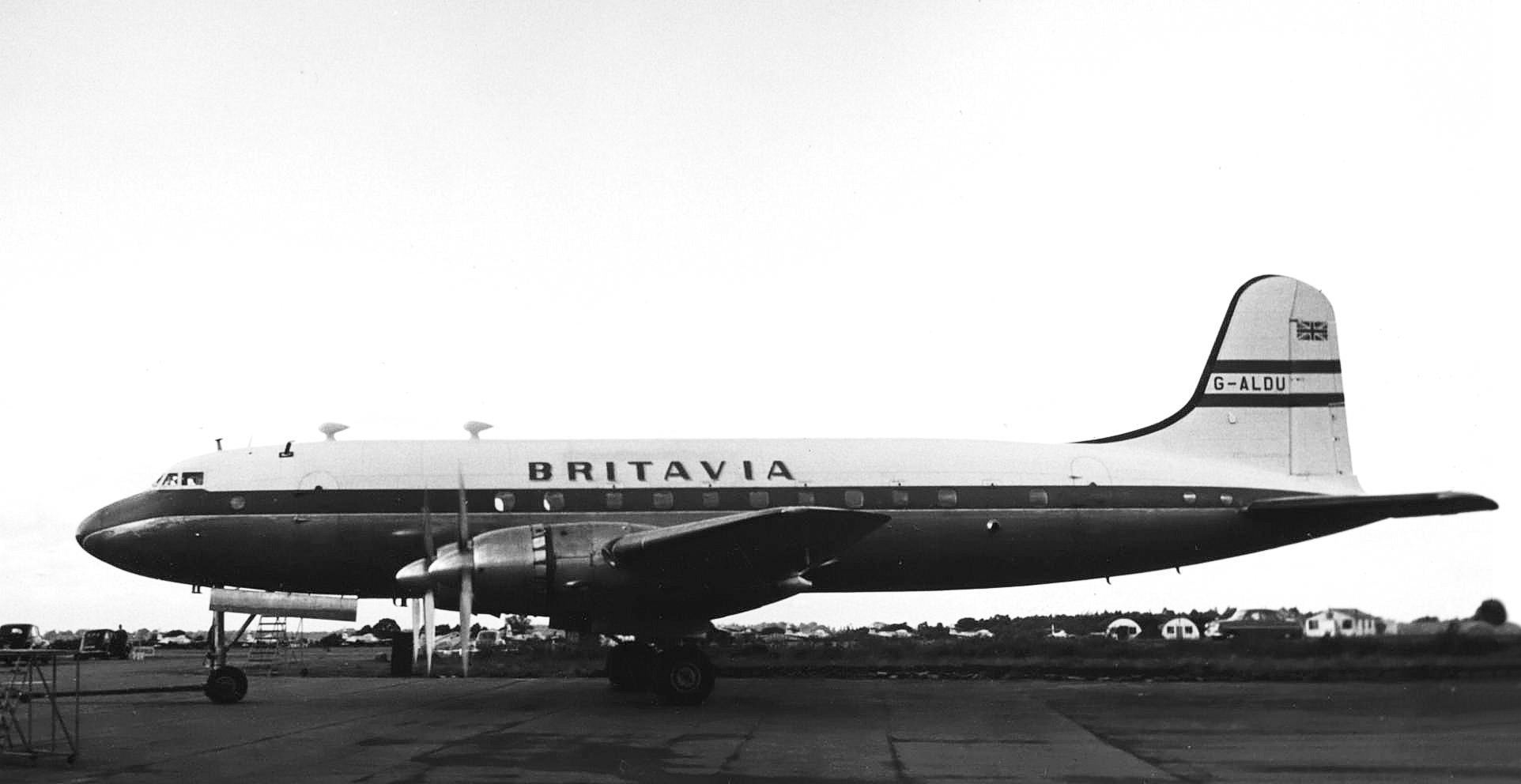
Britavia Handley Page Hermes IV, Blackbushe 1954

Das neue auf dem Flughafen Blackbushe ansässige Tochterunternehmen Britavia war innerhalb des Konzerns für die Durchführung von Charterflügen zuständig und erhielt am 13. Juli 1954 die erste von ursprünglich insgesamt sechs Handley Page Hermes aus dem Bestand der BOAC zur Betriebsaufnahme. Eine weitere Hermes wurde nachträglich als Ersatz für ein verunglücktes Flugzeug (siehe Zwischenfälle) im Herbst 1956 in Dienst gestellt. Britavia setzte die Maschinen im Charterverkehr auf Inlandsflügen sowie auf internationale Flügen zu verschiedenen Zielen in Europa, Afrika, in den Fernen Osten und die USA ein. Darüber hinaus führte Britavia viele sogenannte trooping flights im Auftrag der Royal Air Force durch. Dabei handelte es sich um Flüge ziviler Verkehrs- und Frachtflugzeuge unter militärischen Luftfahrzeugkennzeichen.
Die 1954 entstandene Holding British Air Services Ltd. (BAS) erwarb im Mai 1956 mit der auf der Isle of Man ansässigen Manx Airlines und Ende 1956 mit der in Blackpool beheimateten Lancashire Aircraft Corporation zwei Regionalfluggesellschaften, die ebenso wie Air Kruise, Aquila Airways, Britavia und Silver City Airways zunächst als eigenständige Töchter erhalten blieben. Zu dieser Zeit betrieb der BAS-Konzern eine Flotte von insgesamt acht Bristol 170 Mk.21, vierzehn Bristol 170 Mk.32 Superfreighter, zwei De Havilland DH.89 Dragon Rapide, eine De Havilland DH.86 Express, sieben Douglas DC-3, fünf Handley Page Hermes (eingesetzt von Britavia) und drei Flugbooten des Typs Short Solent (eingesetzt von Aquila Airways). Im März 1957 übernahm British Air Services Ltd. die auf dem Newcastle Airport beheimatete Dragon Airways, welche mit Silver City Airways fusioniert wurde. Hieraus ging deren nichtselbständige „Northern Division“ hervor. Über ihre neue Sparte bot Silver City Airways von Blackpool und Newcastle ausgehende internationale Linienverbindungen an, unter anderem nach Amsterdam, Düsseldorf und Hamburg. Ende 1957 ging auch Lancashire Aircraft Corporation in der „Northern Division“ auf, gefolgt von Manx Airlines im Folgejahr. Die in Lympne ansässige Air Kruise wurde ebenfalls im Jahr 1958 mit Silver City Airways zusammengeschlossen und bildete deren neue Abteilung „Passenger Division“, welche für die Beförderung von Fluggästen auf den Fährlinien zwischen Großbritannien und Frankreich zuständig war. Die BAS-Tochter Aquila Airways stellte ihren Betrieb zum 1. Oktober 1958 ein und wurde kurz darauf aufgelöst, so dass die Holding British Air Services Ltd. am Jahresende 1958 nur noch die zwei Fluggesellschaften Britavia und Silver City Airways besaß.
Als die militärischen Auftragsflüge im Jahr 1959 endeten, wurde die wirtschaftliche Lage für das BAS-Tochterunternehmen Britavia bedeutend schlechter. Die fünf Handley Page Hermes wurden am 15. Juni 1959 an ihre Schwestergesellschaft Silver City Airways transferiert. Gleichzeitig stellte die Fluggesellschaft Britavia den Betrieb ein.
Die Dachgesellschaft British Air Services Limited blieb anschließend als Mutterunternehmen der Silver City Airways bestehen. Anfang 1962 entschlossen sich die Reederei P&O (Eigentümerin der Holding BAS) und die Fluggesellschaft British United Airways (BUA) zu einer Kooperation. Letztere war Eigentümerin der Channel Air Bridge, die ihre Flugzeuge ebenfalls zum Transport von Fahrzeugen über den Ärmelkanal einsetzte und dabei mit Silver City Airways konkurrierte. Um die beiden im Fährverkehr tätigen Unternehmen zu fusionieren, wurde mit der Air Holdings Limited eine neue Stammgesellschaft gegründet, in welcher British Air Services Limited mitsamt ihrem letzten Tochterunternehmen im Januar 1962 aufging. Gleichzeitig brachte auch BUA die Channel Air Bridge in diese neue Stammgesellschaft ein. Unter den geänderten Eigentumsverhältnissen setzte Silver City Airways den Betrieb bis zum Jahresende 1962 unter eigenem Markenauftritt fort. Zum Jahresbeginn 1963 wurde sie mit ihrer neuen Schwestergesellschaft Channel Air Bridge zusammengeschlossen, woraus British United Air Ferries hervorging.

## Flotte
Folgende Flugzeugtypen wurden von der Fluggesellschaft Britavia zwischen 1954 und 1959 sowie ihrem Ursprungsunternehmen British Aviation Services zwischen 1945 und 1949 eingesetzt:
- Airspeed Consul (British Aviation Services)
- Avro Lancastrian (British Aviation Services betrieben für Silver City Airways)
- Beechcraft Model 18 (British Aviation Service)
- Douglas DC-3 (British Aviation Services betrieben für Silver City Airways)
- Handley Page Hermes (Britavia)
- Lockheed L-14 Super Electra (British Aviation Services)
- Lockheed L-18 Lodestar (British Aviation Services)

Nicht berücksichtigt sind die betriebenen Flugzeugtypen der zur Unternehmensgruppe gehörenden Tochtergesellschaften Air Kruise, Aquila Airways, Lancashire Aircraft Corporation, Manx Air und Silver City Airways.

## Zwischenfälle
Bei der Fluggesellschaft Britavia kam es zu zwei Unfällen mit Totalschaden der Flugzeuge:
- Am 5. August 1956 verunglückte eine Handley Page Hermes IVA der Britavia (Luftfahrzeugkennzeichen G-ALDK) bei der Landung auf der falschen Landebahn in Karatschi. Bei Wetterbedingungen unter den vorgeschriebenen Minimalwerten landeten die Piloten auf der viel zu kurzen Landebahn 08 des militärischen Flughafenteils Drigh Road Air Force Station statt auf der Landebahn 07 des Flughafens Karatschi (Pakistan). Beim Überrollen des Landebahnendes brach das Fahrwerk zusammen; die Maschine rutschte noch ein Stück auf dem Rumpf weiter und wurde irreparabel beschädigt. Ein beitragender Faktor war der defekte Scheibenwischer auf der Kapitänsseite bei dem Anflug in starkem Regen. Alle 72 Menschen an Bord überlebten, davon sechs leicht verletzt.[24][25]

- Am 5. November 1956 kollidierte eine Handley Page Hermes IVA (G-ALDJ) während des Anfluges auf Blackbushe mit Bäumen. Von den 80 Personen an Bord kamen 7 ums Leben.[26]